# Пахомій Борис
Пахомій Борис (хресне ім'я Петро; 14 лютого 1903, Колоденці — 28 листопада 1973, Львів) — український церковний діяч, священник УГКЦ, василіянин, головний редактор греко-католицького часопису «Місіонар» (1935—1939); в'язень ГУЛАГу; підпільний протоігумен провінції Найсвятішого Спасителя (1961—1972).

## Життєпис
Народився 14 лютого 1903 року в селі Колоденці (нині Кам'янка-Бузького району, Львівської області) в сім'ї Івана Бориса і Марії з роду Литвин. Мав брата Антона і сестер Катерину та Анастасію. Навчався в гімназіях у Кам'янці-Струмиловій (1912—1914) і Жовкві (1916—1920). 9 жовтня 1920 року вступив на новіціят до Василіянського Чину в Крехівський монастир. На облечинах отримав монаше ім'я Пахомій, а 28 травня 1922 року склав перші обіти. Навчався в студійних монастирях Чину: в Крехові і Лаврові (гуманістика, 1922—1924), Кристинополі (філософія, 1924—1926). 29 вересня 1925 року брат Пахомій склав професію. Після однорічної перерви у зв'язку з хворобою (перебував у Підгорецькому монастирі), відбув перший рік богослов'я в Крехові (1927—1928), а два наступні в Кристинопільському монастирі (1928—1930). 1 грудня 1929 року владика Йосафат Коциловський висвятив Пахомія Бориса на священика.
У 1930—1931 навчальному році був професором грецької і німецької мов та польської літератури для василіянських студентів у Лаврові. Від 17 серпня 1931 року — ігумен Краснопущанського монастиря (до 22 вересня 1934), після чого переведений до Жовківського монастиря. У 1936—1939 роках був головним редактором василіянського часопису «Місіонар». З приходом радянських військ залишався в Жовкві і надавав духовну обслугу в монастирській парафії та прилучених церквах. Переїхав спочатку до Вороблика Королівського, а потім до Холма, де започаткував видавництво і друкарню, видавав «Холмські вісті».
Переселений на Львівщину, потрапив до в'язниці і був засуджений на 10 років концтаборів. Звільнений 1954 року з табору в Комі АРСР. Спочатку проживав у рідному селі звідки займався відродженням Чину. Після повернення з Сибіру протоігумена о. Віталія Градюка, о. Пахомій опікувався ним на старості літ, виконував обов'язки секретаря, а від 1961 року перебрав його протоігуменський уряд. Намагався в роки переслідування УГКЦ налагодити зв'язок між розсіяними повсюди василіянами. Тоді проживав здебільшого у Львові, деякий час в домі художниці Олени Кульчицької.
Помер у Львові 28 листопада 1973 року. Похований у Колоденцях.